# كاي ماغيري
كاي ماغيري (بالإنجليزية: Kay Maguire)‏ هي منافسة ألعاب القوى أمريكية، ولدت في 4 فبراير 1906، وتوفيت في 1 أبريل 1991.

## وصلات خارجية
- كاي ماغيري على موقع أوليمبيديا (الإنجليزية)